# زنبق کامیلا
زنبق کامیلا (نام علمی: Iris camillae) نام یک گونه از سرده زنبق است.